# Bajouca
Bajouca é uma povoação portuguesa sede da Freguesia de Bajouca do Município de Leiria, freguesia com 12,27 km² de área e 1895 habitantes (censo de 2021), tendo, por isso, uma densidade populacional de 154,4 hab./km².
A Freguesia de Bajouca foi criada pelo Decreto-Lei n.º 559/71, de 17 de dezembro de 1971, com lugares desanexados da freguesia de Monte Redondo.
É conhecida pela tradição ancestral de moldar o barro e a principal atividade económica é a construção.

## Demografia
A população registada nos censos foi:
| Distribuição da População por Grupos Etários | Distribuição da População por Grupos Etários | Distribuição da População por Grupos Etários | Distribuição da População por Grupos Etários | Distribuição da População por Grupos Etários |
| -------------------------------------------- | -------------------------------------------- | -------------------------------------------- | -------------------------------------------- | -------------------------------------------- |
| Ano                                          | 0-14 Anos                                    | 15-24 Anos                                   | 25-64 Anos                                   | > 65 Anos                                    |
| 2001                                         | 401                                          | 330                                          | 1050                                         | 234                                          |
| 2011                                         | 318                                          | 265                                          | 1051                                         | 370                                          |
| 2021                                         | 219                                          | 226                                          | 980                                          | 470                                          |

## Património Histórico e Cultural
- Igreja Matriz
- Olarias da Bajouca
- Moinho do Pisão
- Largo dos 13
- Rotunda
- Rancho Folclórico do Grupo Alegre e Unido
- Cristo Redentor

## Eventos Culturais (Festas populares e religiosas)
- Menino Jesus (1º Domingo de Janeiro)
- Santo Aleixo (15 de Agosto)
- N.S. da Piedade (último Domingo de Setembro)
- Feiriarte (Feira de artesanato e actividades Económicas)
- Rockspot (Festival de rock)
- Festival de rancho Folclórico